# Conversation Hashtag 10: Inland
Conversation #10: Inland ist ein Jazzalbum von Florian Arbenz. Die am 13. August 2022 entstandenen Aufnahmen erschienen am 8. September 2023 auf dessen Label Hammer Recordings.

## Hintergrund
Bei seinem auf zwölf Alben angelegten „Conversions“- Projekt, das mit  Conversations #1: Condensed begann, arbeitet der Schlagzeuger Florian Arbenz jeweils mit verschiedenen Gastmusikern, für „Inland“ (während der COVID-19-Pandemie entstanden) mit in der Schweiz lebenden Musikern Martial In-Albon (Trompete, Clairon), Nils Wogram (Posaune), Christy Doran (Gitarre), Rafael Jerjen (Bass) sowie Matthias Würsch (Glasharmonika in „Moon Song“).
Das Album umfasst sieben Stücke, die zum größten Teil Eigenkompositionen von Arbenz, Wogram und dem kubanischen Saxofonisten Maikel Vistel sind. Beim Titel „Freedom Jazz Dance“ handelt es sich um eine 1965 geschriebene Funkjazz-Komposition von Eddie Harris, die sich zu einem beliebten Jazzstandard entwickelte; Arbenz‘ Version ist eine Interpretation im Drum-and-Bass-Stil.

## Titelliste
- Florian Arbenz: (Hammer Recordings)[1]

1. Jammin (Nils Wogram) 3:50
2. Sound (Maikel Vistel) 7:12
3. Connecting (Christy Doran, Florian Arbenz) 2:45
4. Moon Song 7:11
5. Freedom Jazz Dance (Eddie Harris) 6:51
6. Chant 5:28
7. Fast Lane  6:37

Wenn nicht anders vermerkt, stammen die Kompositionen von Florian Arbenz.

## Rezeption

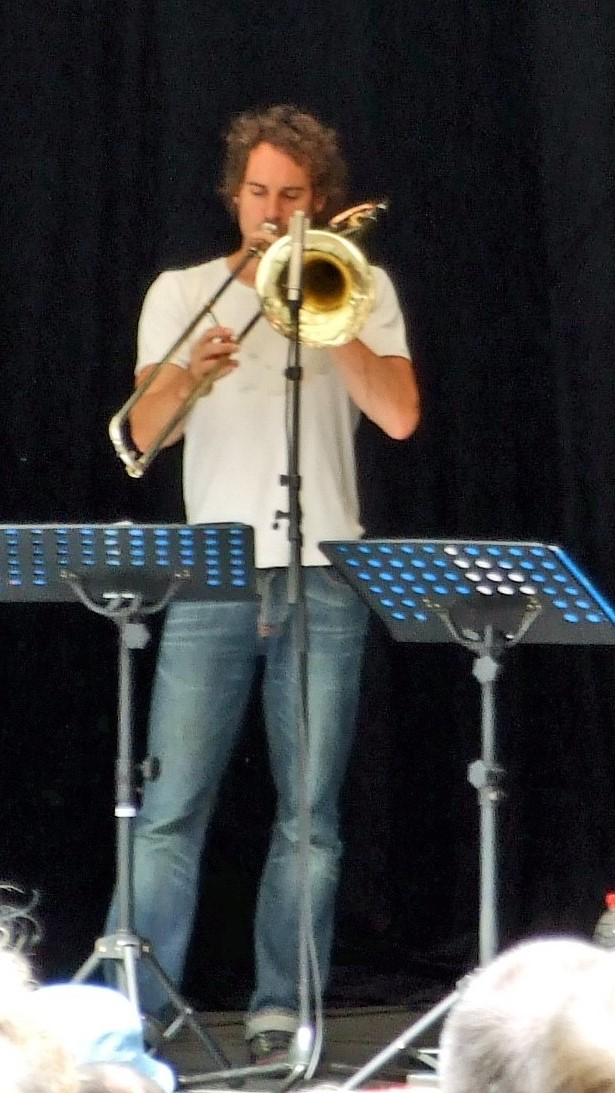
Nils Wogram (2007)

Florian Arbenz verfolge unermüdlich seine Forschung zur Förderung musikalischer Konzepte, die sich auf Musiker konzentriere, die seinem künstlerischen Universum nahe stehen, schrieb Mario Borroni in Citizen Jazz. Die aufrichtige Hommage an die starken Persönlichkeiten, die in „Conversation # 10 – Inland“ vereint sind, ein Titel, der mit der Innerlichkeit des Anführers und seiner Hommage an die Jazzszene seines Landes gleichgesetzt werden kann, stelle kontrastierende Landschaften vor. Nils Wogram würde den Löwenanteil übernehmen, indem er mit „Jammin'“ die musikalische Reise einleite, die eine Abfolge brillanter Polyphonien und ein erstaunliches Register biete, die alle von einer tiefen Sinnlichkeit umgeben sind. Christy Doran, dessen Stil sofort erkennbar sei, bewege sich mit der gleichen Leichtigkeit wie während seiner Zeit im Trio mit Ray Anderson und Han Bennink. Die Energie dieses intuitiven Gitarristen übertrage sich auf die anderen Musiker, Trompeter Martial In-Albon und Kontrabassist Rafael Jerjen kämen nie zu kurz. Die [musikalische] Reise von Florian Arbenz überrasche immer wieder, so das Fazit; dieser inspirierte Austausch bereite großes Hörvergnügen.
Conversations #10: Inland fasziniere vor allem durch seine Vielfalt an Texturen. Da sei alles dabei, was guten modernen Jazz ausmachte, meinte Hans Kaltwasser (Der Kultur Blog). Von intimen Duo-Improvisationen bis hin zu kraftvollem Quintett-Swing und allem, was dazwischen liegt, zeige das [klanglich] farbige Album die Bandbreite des Potenzials eines hochkarätigen Ensembles aus selbstbewussten und erfahrenen Improvisatoren. „Jammin‘“ sei eine herrliche Funk-Jazz-Nummer des Duos Arbenz und Wogram. Arbenz‘ mitreißenden Drums und Dorans fulminante Gitarre würden in einen wunderbaren Dialog im Track „Connecting“ treten, bei dem Wograms Einsatz erweiterter Posaunentechniken sowie die Dub-Delays und abgehackten Stottereffekte dem Song ein besonderes Flair verleihen. „Chant“ sei demgegenüber ein feines, meditatives Duo des Flügelhorns mit den Drums, wobei InAlbons Trompete weite melodiöse Bögen zeichnet. Der klanglich warme, vielschichtige „Moon Song“ sei wohl das üppigste Stück, das gleichzeitig das Fundament für Wograms prächtige Posaune lege.
Stets mit Respekt vor der Jazztradition, aber ebenso anspruchsvoll mit einem modernen und zeitgenössischen Ansatz, exzellenten Musikern und außergewöhnlicher Instrumentierung, sei „Inland“ ein weiterer Volltreffer für Florian Arbenz‘ „Conversation“-Reihe, urteilte Bernard Lefèvre.